# Bec d'alena australià
El bec d'alena australià (Recurvirostra novaehollandiae) és una espècie d'ocell de la família dels recurviròstrids (Recurvirostridae) que habita pantans, llacs i estuaris d'Austràlia.